# کستلفورته
کستلفورته (به ایتالیایی: Castelforte) یک کومونه در ایتالیا است که در استان لاتینا واقع شده‌است. کستلفورته ۲۹ کیلومتر مربع مساحت و ۴٬۲۹۰ نفر جمعیت دارد و ۱۳۰ متر بالاتر از سطح دریا واقع شده‌است.